# Lentipes concolor
Lentipes concolor is een  straalvinnige vissensoort uit de familie van grondels (Gobiidae). De wetenschappelijke naam van de soort is voor het eerst geldig gepubliceerd in 1860 door Theodore Nicholas Gill.
De soort staat op de Rode Lijst van de IUCN als Onzeker, beoordelingsjaar 1996.